# Kevin Bartlett
Kevin Bartlett, född den 25 maj 1940 i Coffs Harbour, Australien, är en australisk före detta racerförare.

## Racingkarriär
Bartlett vann det australiska mästerskapet för formel 1-bilar 1968 och 1969 samma år som han vann Macaus Grand Prix i en formel Libre-bil. Han kom trea i Tasman Series 1970, och vann Bathurst 1000 km 1974 i ATCC.